# Жене, Рихард
Франц Фридрих Рихард Жене́ (нем. Franz Friedrich Richard Genée, 7 февраля 1823, Данциг — 15 июня 1895, около Вены) — австрийский композитор и драматург. Автор либретто, а в ряде случаев — и музыки к ряду комических опер и оперетт. Самая известная — «Летучая мышь» с музыкой Иоганна Штрауса. Брат писателя Рудольфа Жене.

## Биография
Родился в семье оперного певца Фридрихе Жене (Friedrich Genée, 1795–1856). По окончании гимназии изучал медицину, затем переключился на музыку, брал уроки композиции в Берлине. После того, как его отец принял руководство Данцигским городским театром в 1841 году, Рихард Жене был принят туда в 1843 году в качестве дирижёра балета и второго музыкального руководителя.
С 1848 года — капельмейстер театра в Ревеле, 1852/1853 годы  — в Кёльне, Дюссельдорфе, Аахене, Данциге, 1857 — в Майнце, 1864/1865 — в Пражском государственном театре, затем в шверинской опере и Немецком театре в Амстердаме. Подружился с Фридрих фон Флотовом. С1868 года десять лет работал капельмейстером в венском театре Ан дер Вин.
Вместе с Ф. Целлем он написал большое количество либретто оперетт для таких композиторов, как Иоганн Штраус, Карл Миллёкер, Франц Зуппе, Карл Михаэль Цирер.
Зимние месяцы Жене проводил в Берлине, летние — в Вене, Тульнербахе или в своём доме в Бадене, где умер и был похоронен 17 июня 1895 г. на городском протестантском кладбище.
В 1951 году в его честь была названа улица Geneegasse  в Вене-Хитцинге.

## Творчество
- Polyphen oder Ein Abenteuer auf Martinique 1856
- Der Geiger aus Tirol 1857
- Der Liebesring um 1860
- Ein Trauerspiel 1860
- Ein Narrentraum 1861
- Die Generalprobe 1862
- Der Musikfeind[нем.] 1862, Operette, (Musik: Richard Genée)
- Die Herren von der Livree 1862
- Die Talismänner 1863
- Rosita 1864
- Der schwarze Prinz 1866
- Die Zopfabschneider 1866
- Am Runenstein 1868
- Schwefeles, der Höllenagent 1869
- Eine Konzertprobe 1870
- Der Hexensabbath 1870
- Der Sänger mit drei Tönen 1871
- Карнавал в Риме[нем.] 1873, zusammen mit Josef Braun, Operette in 3 Akten, (Musik: Johann Strauss)
- Летучая мышь (оперетта), 1874, zusammen mit Carl Haffner, Operette in 3 Akten, (Musik: Johann Strauss)
- Cleopatra oder Durch drei Jahrtausende 1875
- Калиостро в Вене[нем.] 1875, zusammen mit F. Zell, Operette in 3 Akten, (Musik: Johann Strauss)
- Фатиница[нем.] 1876, zusammen mit F. Zell, Operetten in 3 Akten, (Musik: Зуппе, Франц фон)
- Der Seekadett[нем.] 1876, zusammen mit F. Zell, Operetten in 3 Akten, (Musik: Richard Genée)
- Luftschlösser 1876
- Нанон[нем.] 1877, zusammen mit F. Zell, Operette in 3 Akten, (Musik: Richard Genée)
- Im Wunderland der Pyramiden 1877
- Die letzten Mohikaner 1878
- Die Fornarina 1879, zusammen mit F. Zell und Moritz West, Operette in 3 Akten, (Musik: Целлер, Карл)
- Боккаччо (оперетта)[нем.] 1879, zusammen mit F. Zell, Operetten in 3 Akten, (Musik: Franz von Suppè)
- Графиня Дюбарри 1879, zusammen mit F. Zell, Operette in 3 Akten, (Musik: Миллёкер, Карл)
- Das Spitzentuch der Königin[нем.] 1880, zusammen mit Heinrich Bohrmann-Riegen,  Operette in 3 Akten, (Musik: Johann Strauss)
- Apajune, der Wassermann 1880, zusammen mit F. Zell, Operette in 3 Akten, (Musik: Carl Millöcker)
- Донна Жуанита[нем.] 1880, zusammen mit F. Zell, Operette in 3 Akten, (Musik: Franz von Suppè)
- Nisida 1880
- Der Gascogner 1881, zusammen mit F. Zell, Operette in 3 Akten, (Musik: Franz von Suppè)
- Rosina 1881
- Весёлая война[нем.] 1881, zusammen mit F. Zell, Operette in 3 Akten, (Musik: Johann Strauss)
- Нищий студент 1882, zusammen mit F. Zell, Operette in 3 Akten, (Musik: Carl Millöcker)
- Ночь в Венеции[нем.] 1883, zusammen mit F. Zell, Operette in 3 Akten, (Musik: Johann Strauss)
- Die Afrikareise, 1883, zusammen mit Moritz West, Operette in 3 Akten, (Musik: Franz von Suppè)
- Гаспароне 1884, zusammen mit F. Zell, Operette in 3 Akten, (Musik: Carl Millöcker)
- Eine gemachte Frau 1885
- Zwillinge 1885
- Die Piraten 1886
- Der Vizeadmiral 1886, zusammen mit F. Zell, Operette in 3 Akten, (Musik: Carl Millöcker)
- Die Dreizehn 1887
- Die Jagd nach dem Glück 1888, zusammen mit Bruno Zappert, Operette in 3 Akten, (Musik: Franz von Suppè)
- Signora Vedetta 1892
- Die wachsame Schildwache 1893
- Freund Felix 1894

Кроме того Жене писал фортепианные пьесы, мужские хоры, романсы. Следует отметить, что сильной стороной дарования Жене был также юмор.
В честь оперетты Рихарда Жене «Нанон» назван астероид (559) Нанон, открытый в 1905 году немецким астрономом Максом Вольфом .